# Albania na Letnich Igrzyskach Olimpijskich 2004
Albanię na Letnich Igrzyskach Olimpijskich 2004 reprezentowało 7 sportowców.
Był to piąty start Albanii na letnich igrzyskach olimpijskich.

## Reprezentanci

### Lekkoatletyka
Mężczyźni
| Zawodnik       | Konkurencja | Eliminacje | Eliminacje | Finał    | Finał   |
| Zawodnik       | Konkurencja | Rezultat   | Miejsce    | Rezultat | Miejsce |
| -------------- | ----------- | ---------- | ---------- | -------- | ------- |
| Dorian Çollaku | rzut młotem | 70,06      | 31.        | NQ       | NQ      |

Kobiety
| Zawodniczka    | Konkurencja                | Eliminacje | Eliminacje | Półfinał | Półfinał | Finał | Finał   |
| Zawodniczka    | Konkurencja                | Wynik      | Miejsce    | Wynik    | Miejsce  | Wynik | Miejsce |
| -------------- | -------------------------- | ---------- | ---------- | -------- | -------- | ----- | ------- |
| Klodiana Shala | bieg na 400 m przez płotki | 1:00,00    | 6.         | NQ       | NQ       | NQ    | NQ      |

### Pływanie
Mężczyźni
| Zawodnik       | Konkurencja   | Eliminacje | Eliminacje | Półfinał | Półfinał | Finał | Finał   |
| Zawodnik       | Konkurencja   | Czas       | Miejsce    | Czas     | Miejsce  | Czas  | Miejsce |
| -------------- | ------------- | ---------- | ---------- | -------- | -------- | ----- | ------- |
| Kreshnik Gjata | 50 m dowolnym | 26,61      | =66.       | NQ       | NQ       | NQ    | NQ      |

Kobiety
| Zawodniczka  | Konkurencja   | Eliminacje | Eliminacje | Półfinał | Półfinał | Finał | Finał   |
| Zawodniczka  | Konkurencja   | Czas       | Miejsce    | Czas     | Miejsce  | Czas  | Miejsce |
| ------------ | ------------- | ---------- | ---------- | -------- | -------- | ----- | ------- |
| Rovena Marku | 50 m dowolnym | 30,51      | 60.        | NQ       | NQ       | NQ    | NQ      |

### Podnoszenie ciężarów
Mężczyźni
| Zawodnik         | Konkurencja | Rwanie | Rwanie  | Podrzut  | Podrzut | Razem    | Pozycja |
| Zawodnik         | Konkurencja | Wynik  | Pozycja | Wynik    | Pozycja | Razem    | Pozycja |
| ---------------- | ----------- | ------ | ------- | -------- | ------- | -------- | ------- |
| Gert Trasha      | 62 kg       | 115VKG | =15.    | 140 KG   | 13.     | 255 KG   | 13.     |
| Theoharis Trasha | 77 kg       | 160 kg | =6.     | 182,5 kg | =15.    | 342,5 kg | 13.     |

### Zapasy
Mężczyźni – styl wolny
| Zawodnik       | Konkurencja | Runda grupowa     | Runda grupowa    | Runda grupowa | Ćwierćfinał      | Półfinał         | Finał/BM         | Finał/BM |
| Zawodnik       | Konkurencja | Przeciwnik Wynik  | Przeciwnik Wynik | Pozycja       | Przeciwnik Wynik | Przeciwnik Wynik | Przeciwnik Wynik | Miejsce  |
| -------------- | ----------- | ----------------- | ---------------- | ------------- | ---------------- | ---------------- | ---------------- | -------- |
| Sahit Prizreni | - 60 kg     | Aslanaswili P 1-3 | Dżokar P 0-3     | 3.            | NQ               | NQ               | NQ               | NQ       |